# Yohei Nishimura
Yohei Nishimura (西村 洋平 Nishimura Yohei?), född 1 juni 1993 i Hyōgo prefektur, är en japansk fotbollsspelare.
Nishimura började sin karriär 2016 i Tochigi SC. 2017 flyttade han till Fujieda MYFC.